# Convenio de Roma
El Convenio de Roma, firmado el 19 de junio de 1950 es un tratado de la Comunidad Económica Europea (actual Unión Europea) que persigue la unificación de criterios en la CEE sobre obligaciones contractuales.
El Convenio de Roma ha sido derogado por el Reglamento 593/2008, del Parlamento Europeo y del Consejo, de 17 de junio de 2008, sobre Ley aplicable a las obligaciones contractuales (Roma I) (publicado en el Diario de la UE el 4.07.2008)
Convenio sobre la ley aplicable a las obligaciones contractuales abierto a la firma en Roma el 19 de junio de 1980.
El Convenio sobre la ley aplicable a las obligaciones contractuales se abrió a la firma en Roma el 19 de junio de 1980 para los ocho Estados miembros de entonces. Entró en vigor el 1 de abril de 1991. Posteriormente, todos los nuevos miembros de la Comunidad Europea firmaron este Convenio. El Convenio se aplica a las obligaciones contractuales en situaciones que impliquen un conflicto de leyes, incluso si la ley designada es la de un Estado no contratante, con exclusión de las siguientes:
- 1. Cuestiones relativas al estado civil o la capacidad de las personas físicas
- 2. Obligaciones contractuales relativas a los testamentos, los regímenes matrimoniales y otras relaciones familiares
- 3. Obligaciones derivadas de instrumentos negociables (letras de cambio, cheques, pagarés, etc.)
- 4. Convenios de arbitraje y de elección de foro (elección de un tribunal)
- 5. Cuestiones pertenecientes al Derecho de sociedades, asociaciones y personas jurídicas
- 6. La cuestión de saber si un intermediario puede obligar frente a terceros a la persona por cuya cuenta pretende actuar, o si un órgano de una sociedad, de una asociación o una persona jurídica puede obligar frente a terceros a esta sociedad,asociación o persona jurídica
- 7. Contratos de seguros que cubran riesgos situados en los territorios de los Estados miembros (en cambio, los contratos de reaseguros están incluidos en el Convenio).

Las partes de un contrato podrán designar la ley aplicable a la totalidad o solamente a una parte del contrato, así como el tribunal competente en caso de litigio. De común acuerdo, podrán cambiar la ley aplicable al contrato cuando lo deseen (principio de autonomía de la voluntad).
Si las partes no hubieran elegido explícitamente la ley aplicable, el contrato se regirá por la ley del país con el que presente los vínculos más estrechos según el principio de proximidad (lugar de la residencia habitual o de la administración central del prestador de servicios, lugar del establecimiento principal o del establecimiento que realiza la prestación, etc.). No obstante, se aplican normas específicas en dos casos:
- 1. Cuando el contrato se refiera a un bien inmueble, la ley aplicable por defecto será la del país en que estuviera situado el inmueble
- 2. Para el transporte de mercancías, se determinará en función del lugar de carga o de descarga o del establecimiento principal del expedidor.

Para proteger los derechos de los consumidores, el suministro de bienes muebles corporales o de servicios a una persona se beneficia de disposiciones adecuadas de acuerdo con el principio de la protección de la parte débil. Estos contratos se regirán por la ley del país donde el consumidor tenga su residencia habitual, salvo si las partes deciden lo contrario. En cualquier caso, la ley elegida no podrá perjudicar al consumidor y privarlo de la protección que le garantice la ley de su país de residencia si le es más favorable. Estas normas no se aplicarán ni a contratos de transporte ni a los de suministro de servicios en un país distinto de aquel en el que tenga su residencia habitual el consumidor.

Se aplicará al contrato de trabajo:
- 1. Bien la ley del país en que el trabajador realice habitualmente su trabajo,
- 2. La ley del país en que se encuentre el establecimiento que haya contratado al trabajador,
- 3. La ley del país con el que el contrato de trabajo tenga vínculos más estrechos.

Si las partes deciden elegir otra ley aplicable al contrato, esta elección no podrá hacerse a costa de la protección del trabajador.
Las disposiciones existentes o futuras del Derecho comunitario tendrán prioridad sobre las disposiciones del Convenio, en particular, las disposiciones que, en materias específicas, regulen los conflictos de leyes en materia de obligaciones contractuales.
Tras la entrada en vigor del Convenio, todo Estado miembro que desee adoptar una nueva norma de conflicto de leyes para una categoría específica de contratos que entren en el ámbito de aplicación del Convenio, o adherirse a un convenio multilateral en este ámbito, deberá informar a los demás Estados signatarios. Cada uno de estos Estados tendrá seis meses para solicitar una consulta si lo desea. Si, en este plazo, ningún Estado signatario reacciona, o si, en los dos años siguientes a la consulta no se hubiere llegado a ningún acuerdo (un año para el convenio multilateral), el Estado solicitante podrá modificar su derecho o adherirse al convenio.
El Convenio tendrá una vigencia de diez años a partir de la fecha de su entrada en vigor. Será renovado tácitamente por períodos de cinco años, salvo denuncia por parte de los Estados signatarios.
En 1988 se firmaron dos protocolos relativos a la interpretación con carácter prejudicial del Convenio por el Tribunal de Justicia de las Comunidades Europeas. Un tercer protocolo firmado en 1980 y posteriormente completado en 1996, autoriza a Dinamarca, Suecia y Finlandia a conservar sus disposiciones nacionales relativas a la ley aplicable a las cuestiones relativas al transporte de mercancías por mar.

Se han adjuntado cuatro declaraciones comunes al convenio:
En 1980 algunos Estados miembros hicieron hincapié en la unificación que debe existir entre las medidas que deben adoptarse respecto a normas de conflicto en el seno de la Comunidad con las del Convenio, también se formuló la posibilidad de conceder competencias de interpretación del Convenio al Tribunal de Justicia. En 1988, tras la firma de los dos protocolos, se previó un intercambio de informaciones entre los Estados miembros y el Tribunal de Justicia para las sentencias en materia de obligaciones contractuales. Además, se exigió que todos los nuevos Estados miembros de la Comunidad se adhieran al protocolo sobre la interpretación del Convenio por el Tribunal de Justicia, al firmar el convenio de Roma.